# 喬治·薩維爾
喬治·薩維爾（英語：George Saville；1993年6月1日—）是一位英格蘭足球運動員，在場上的位置是中場。現時效力於英冠球隊米尔沃尔，北愛爾蘭足球代表隊成員。他是傑克·薩維爾的弟弟。

## 外部連結
- Soccerway資料庫：喬治·薩維爾
- 足球数据库：喬治·薩維爾的球员统计数据